# Madoqua kirkii
El dicdic de Kirk (Madoqua kirkii) es una especie de mamífero artiodáctilo de la familia Bovidae que vive en el este y suroeste de África. Se caracteriza por ser uno de los antílopes más pequeños que existen, con sólo 70 centímetros de longitud. Vive en zonas de matorral.

## Descripción
Es un antílope atípico. Únicamente el macho presenta cuernos, los cuales son cortos y muchas veces están ocultos por un mechón de pelo largo que tiene en la zona más alta de la cabeza. Su hocico termina en una corta trompa. Está caracterizado por sus grandes ojos y orejas, siempre alerta. Sus delgadas patas le confieren una agilidad excepcional. Como muchos antílopes, su cola es corta y su pelaje, marrón.

## Distribución y hábitat
Tiene dos poblaciones aisladas, una que se encuentra desde el sur de Somalia hasta Tanzania central, y otra desde el sur de Angola y norte de Namibia.
Se encuentra en una gran variedad de hábitats, desde matorrales secos de sabana a pastizales húmedos.

## Subespecies
Se reconocen las siguientes subespecies:
- Madoqua kirkii kirkii Günther, 1880
- Madoqua kirkii cavendishi Thomas, 1898
- Madoqua kirkii damarensis Günther, 1880
- Madoqua kirkii hindei Thomas, 1898

## Galería

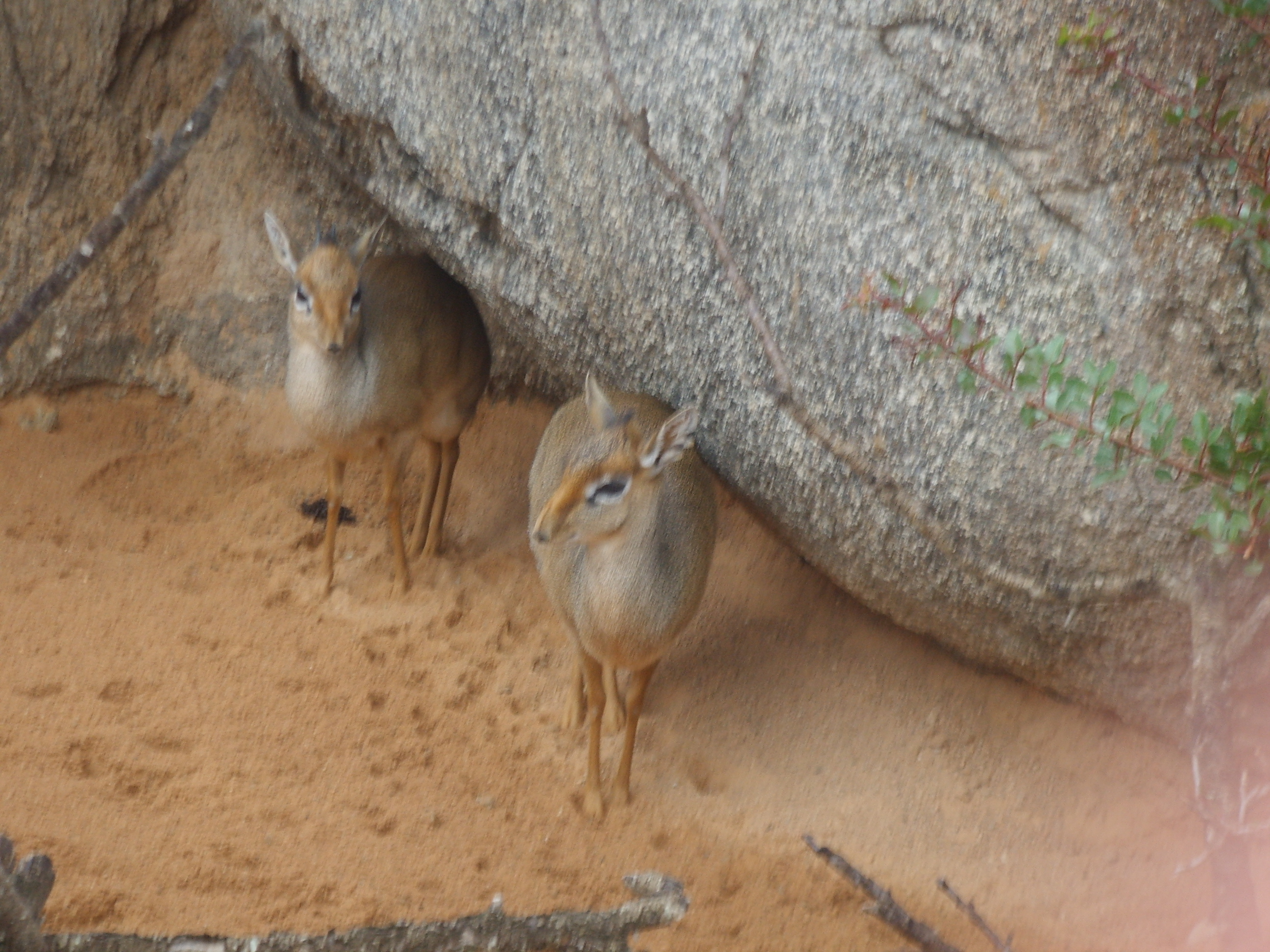
Pareja de Madoqua kirkii en Bioparc, Valencia, España
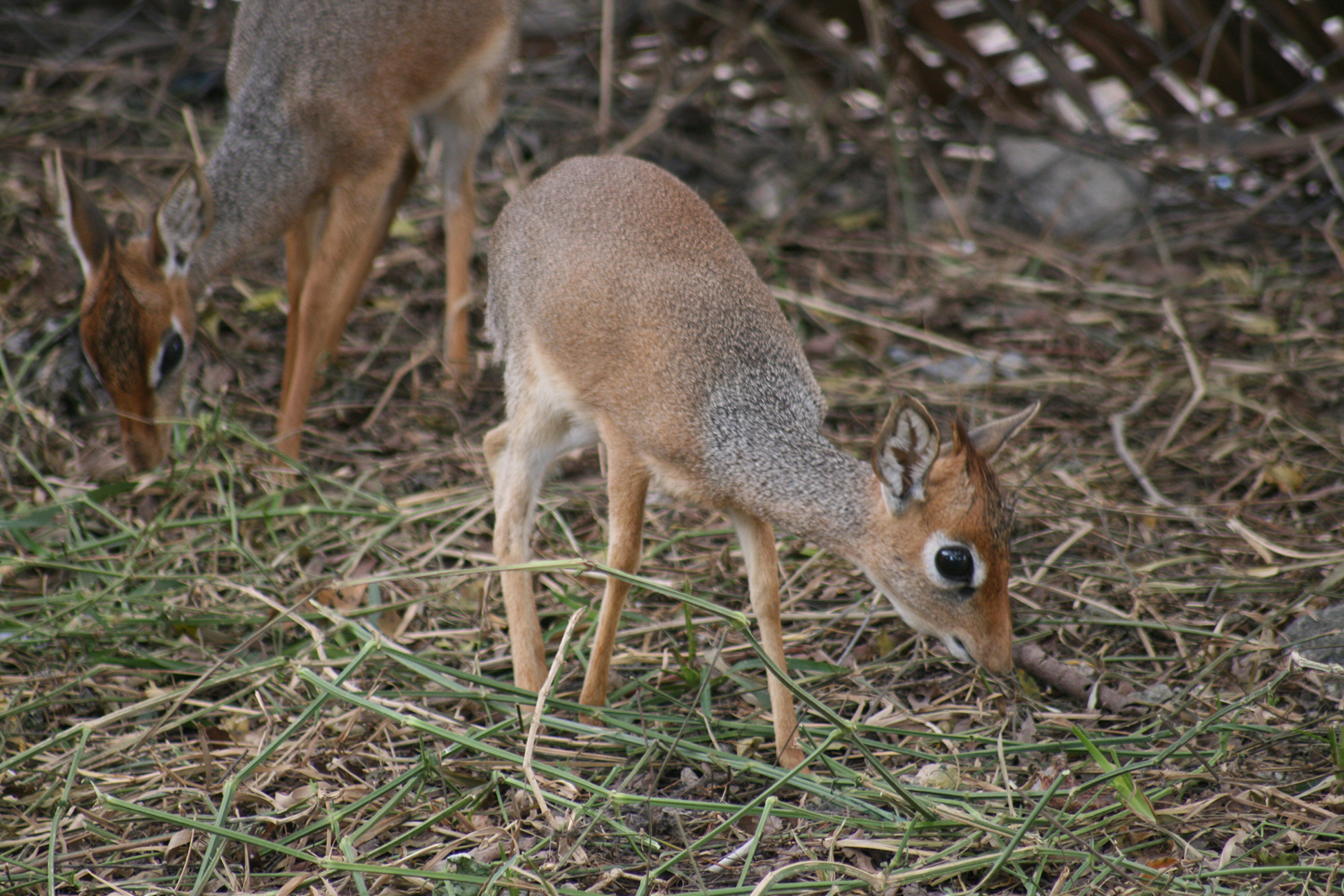
Dicdics de Kirk comiendo hierba en Tanzania
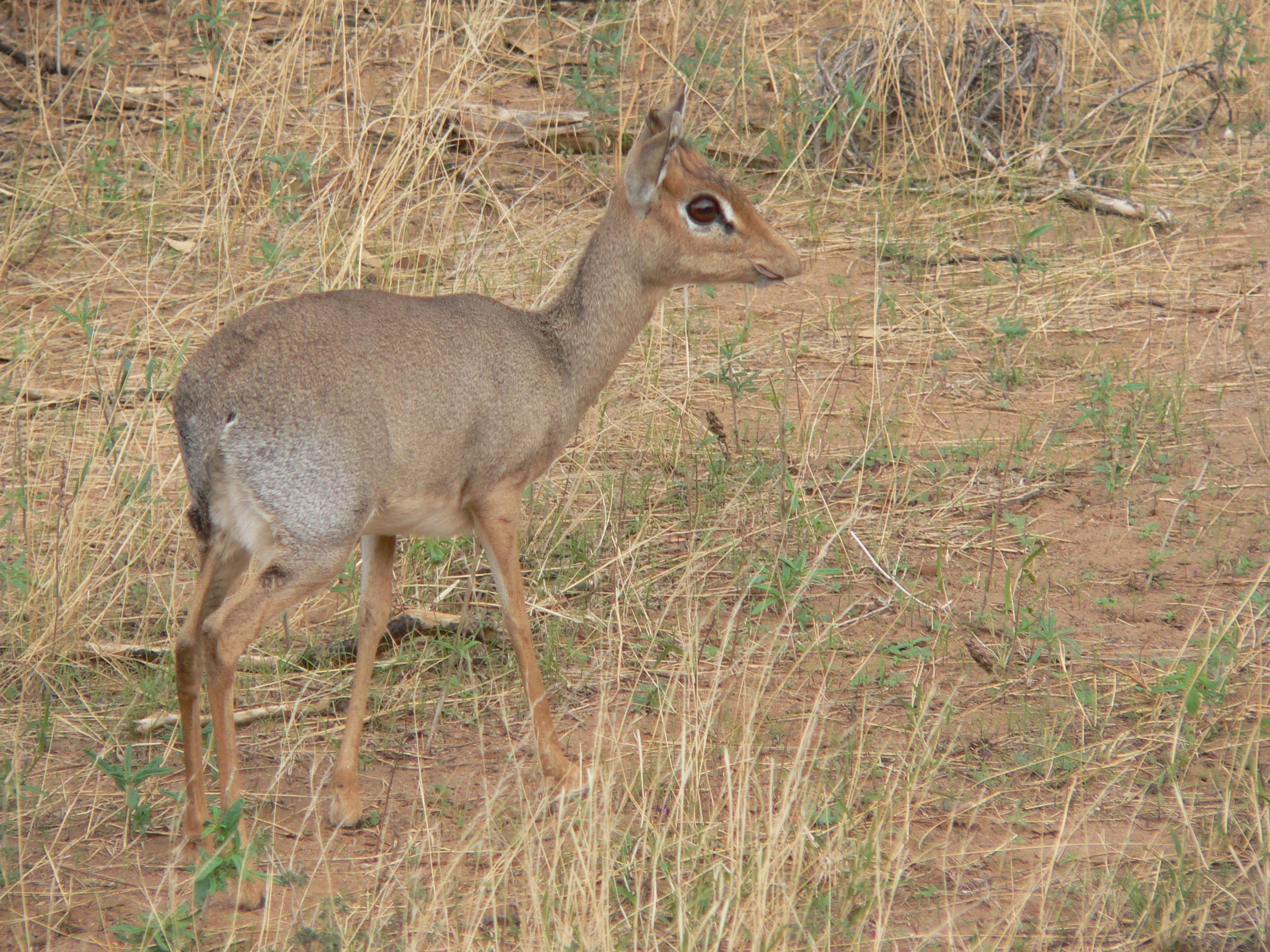
Dicdic en Samburu
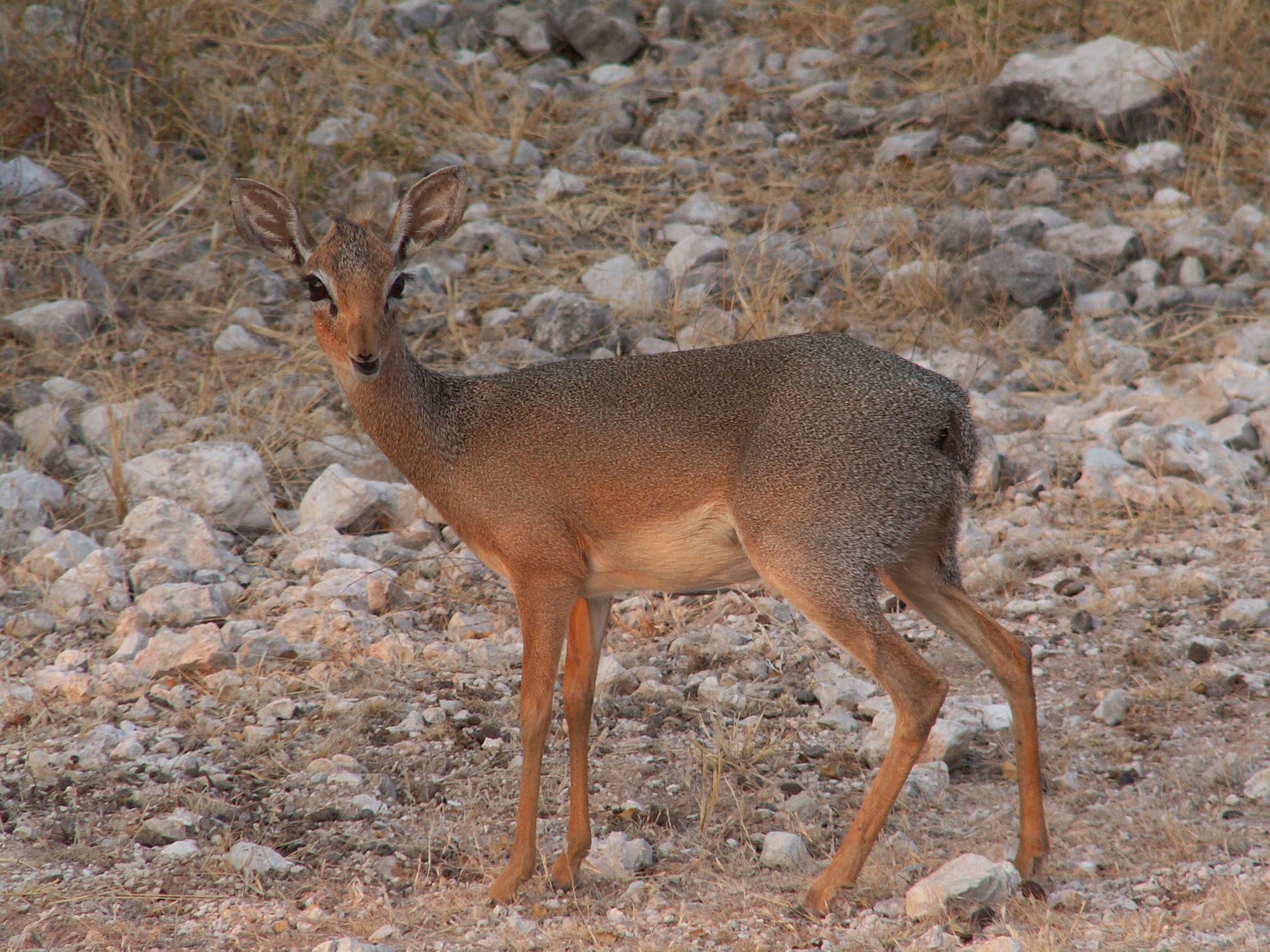
M.K.damarensis en Namibia
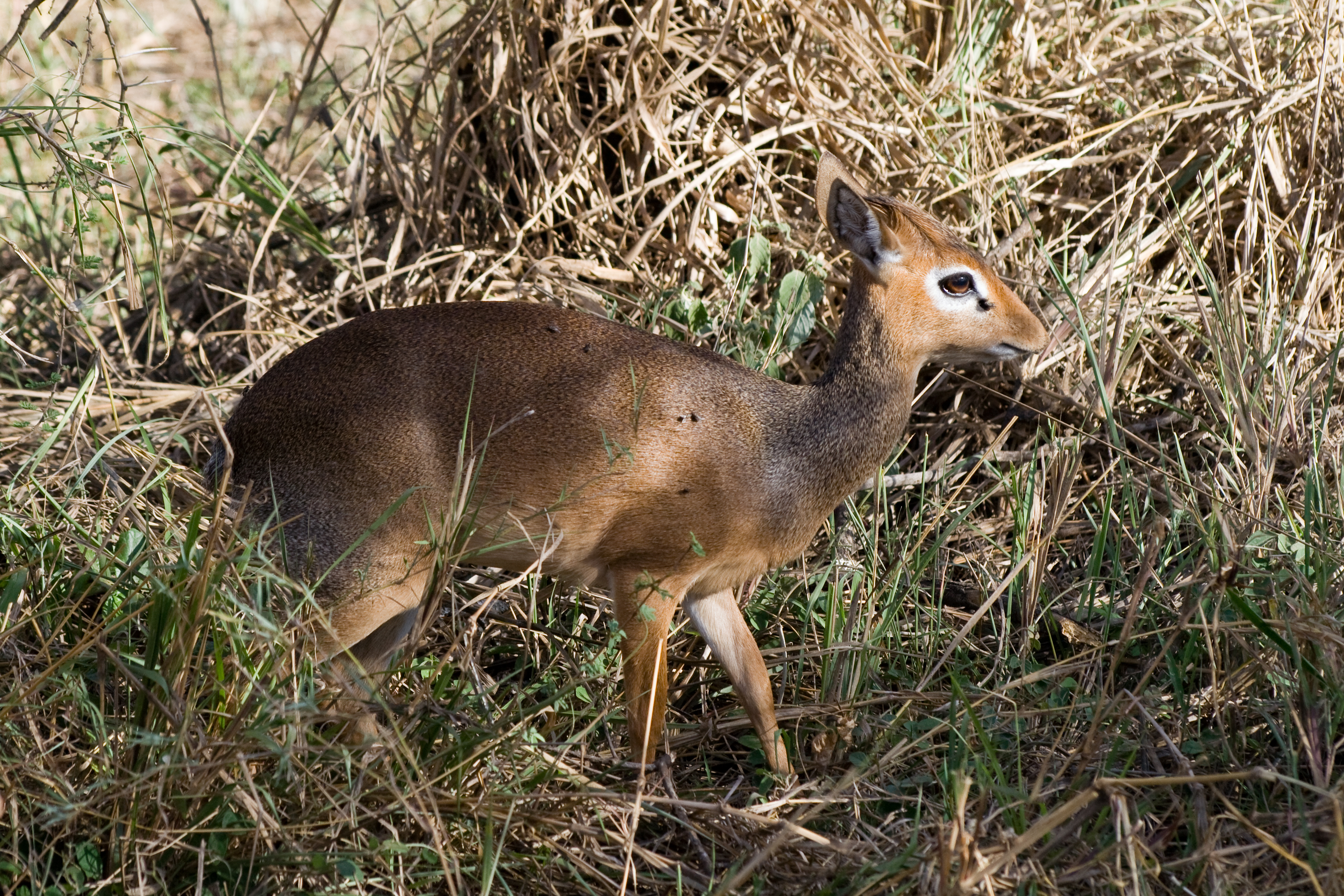
Dicdic en el Serengueti
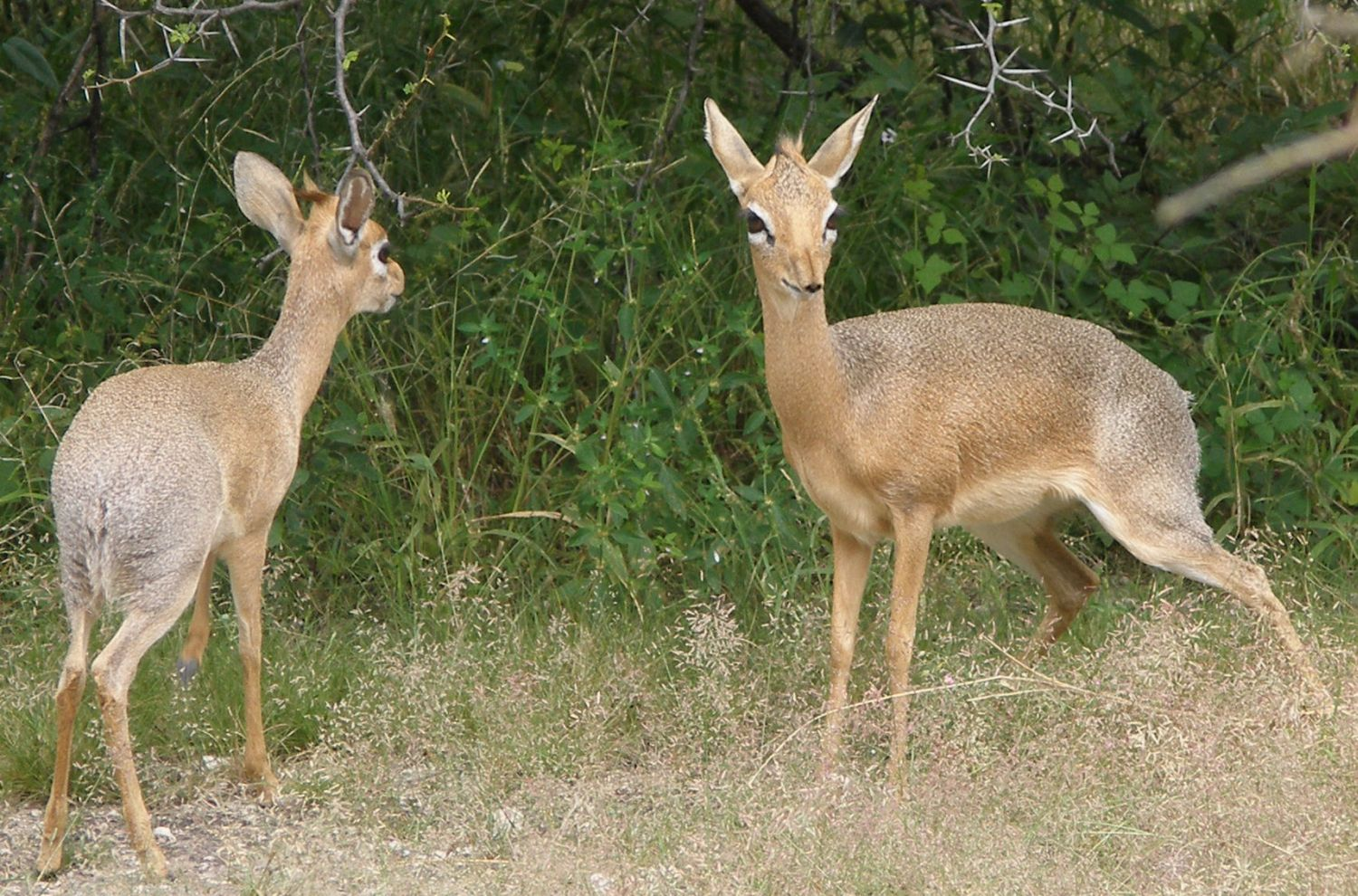
Hembras en el Parque Nacional Etosha